# Río Chimoré
Río Chimoré är ett vattendrag i Bolivia.   Det ligger i departementet Cochabamba, i den centrala delen av landet, 260 km norr om huvudstaden Sucre.
I omgivningarna runt Río Chimoré växer i huvudsak städsegrön lövskog. Runt Río Chimoré är det mycket glesbefolkat, med 6 invånare per kvadratkilometer.